# Тактикон
«Тактико́н» (греч. Τακτικόν) — компилятивное сочинение, сборник правил монашеской жизни, написанный в конце XI века монахом Никоном Черногорцем, жившим около Антиохии.

## История
Сочинение было составлено, когда Никон, спасаясь от захвативших Антиохию турок-сельджуков бегством, поселился в одном из монастырей Чёрной Горы, носящий имя святой Богородицы Гранатового Плода (греч. τοῦ Pοιδίου) — Роди́ев. Родиев монастырь принадлежал православным армянам-халкидонитам или цатам (греч. τζάτοι).

## Содержание
Название книги (греч. Τακτικόν) происходит от греч. τάξις— «порядок, устройство, организация». Вся книга разделена на 40 слов (глав). Первые две главы «Тактикона» излагают древние Типиконы и являются ценным материалом для литургики. Также в книге содержатся сведения о Успенском посте (10 глава), письма к различным лицам. Тактикон содержит исторические сведения о негативных последствиях харистикариата (от греч. χᾰριστήρια — «благодарственное жертвоприношение»).

## Текстология
В конце XIV века книга была переведена на древнерусский язык и получила широкое распространение на Руси. Сборник имел сильное влияние на духовное просвещение древнерусского читателя. Сохранились многочисленные списки Тактикона в самых различных местах Руси. Одно из слов «Тактикона» (40 глава), трактующее о разделении церквей и значимое в связи с указанием и разбором полемических посланий, имевших хождение на Востоке во второй половине XI века, помещалось в русских сборниках XV—XVI веков в виде отдельной статьи.

## Издания
В начале XVII века в Москве было предпринято печатное издание славянской версии «Пандектов» и «Тактикона» Никона, однако это предприятие приостановилось в самом начале. В 1795 году в Почаеве оба сочинения были напечатаны по рукописи 1670 года. В 1889 году Почаевское издание было напечатано в Москве.
Греческий оригинал по списку Синайского монастыря в XX веке начал издавать В. Н. Бенешевич, но это издание осталось незаконченным. Существует также древний арабский перевод Тактикона, но он не издавался.

## Значение
«Тактикон», представляя собой размышления Никона Черногорца о Православной церкви, о разных её нуждах, условиях её благосостояния, о неправославных христианах и прочее, имеет значение для церковной археологии и для общей истории, по разным подробностям о положении дел на христианском Востоке во время борьбы христиан с сарацинами.